# (470) Килия
(470) Килия (нем. Kiel) — астероид главного пояса, который принадлежит к светлому спектральному классу S и характеризуется крайне медленным вращением вокруг своей оси — свыше 12 суток (290 часов). Он был открыт 21 апреля 1901 года итальянским астрономом Луиджи Карнера в обсерватории Хайдельберг и назван в честь немецкого города Киль.